# Сан-Веро-Милис
Сан-Веро-Милис (итал. San Vero Milis) — коммуна в Италии, располагается в регионе Сардиния, подчиняется административному центру Ористано.
Население составляет 2403 человека, плотность населения составляет 33,28 чел./км². Занимает площадь 72,2 км². Почтовый индекс — 9070. Телефонный код — 0783.
Покровительницей коммуны почитается святая София Фракийская, празднование 17 июня и 16 января (малый праздник).